# Mycteroperca venenosa
La cuna de piedra, mero aleta amarilla o guacamayo (Mycteroperca venenosa) es una especie de pez serránido de las costas tropicales y subtropicales de América.

## Descripción
Son peces fuertes, dónde la profundidad del cuerpo es de 2.9 a 3.2 veces la longitud de la cabeza, el alto de la cabeza es de 2.6-2.9 veces la longitud estándar. Los orificios nasales posteriores son del doble de diámetro de las fosas nasales anteriores. Área interorbital convexa; preopérculo uniformemente redondeado o con una ligera muesca, pero sin proyección del lóbulo óseo en el ángulo. Las branquias son el el primer arco son ocho a 10 arcos en la extremidad superior y 17-18 arcos en la extremidad inferior, incluidos cuatro a siete ramas rudimentarias haciendo un total de 24-27. Aleta dorsal con 11 espinas y 15 o 16 radios blandos, las membranas interespinosas marcasdas distintivamente; aleta anal con tres espinas y 10-12 radios blandos; aletas dorsal y anal con márgenes suaves redondeados; aleta caudal truncada en juveniles, cóncava en adultos; 16-18 radios en la aleta pectoral. Escamas del cuerpo medio lateral ctenoideas en juveniles y lisas en adultos, con numerosas escamas auxiliares; número de escamas de la línea lateral de 72-81; escamas laterales de 111-125. Presenta dos tipos de coloraciones, en aguas profundas rojizo y en aguas someras verdoso; cabeza y cuerpo con manchas obscuras oblongas sobre pequeños puntos negros, parte ventral de la cabeza y cuerpo con manchas obscuras; aleta anal con margen oscuro y borde blanco; tercio distal de las aletas pectorales marcadamente amarillas. Alcanza un metro de longitud y 18 kg.

## Ecología
Se encuentra en el Caribe desde Centroamérica y las Antillas hasta el sur de Brasil, pero también en Las Bermudas, Florida y el Golfo de México; los juveniles habitan en las praderas marinas de Thalassia testudinum mientras que los adultos prefieren los arrecifes de coral y rocosos entre dos y 137 metros de profundidad; aunque al norte del Golfo de México ha sido capturado en fondos fangosos. Son carnívoros, gustan de peces coralinos, que conforman la mayor parte de su dieta, y calamares. Aunque es una especie implicada en envenenamientos por ciguatera, es muy popular su uso como alimento.

## Reproducción
Al igual que la mayoría de serránidos, esta especie es hermafrodíta protogínea monándrica, cambiando de sexo alrededor de los 65 cm de longitud total (LT) y luego de desovar al menos una vez como hembras. Forman congregaciones reproductivas en los meses de invierno y primavera. La proporción de sexos va de 9.3:1 hembra:macho; se encuentran hembras maduras desde los 55-60 cm LT y los machos más pequeños son de 71 cm LT para Cuba y 54 cm para Los cayos de la Florida.

## Conservación
Su población se considera decreciente aunque históricamente fue una especie abundante en el Caribe, hoy en día se le considera casi amenazado. En los Estados Unidos las capturas de esta especie han disminuido donde ha disminuido 94% entre 1990-2001, mientras que en el resto de la región sus registros son inexistentes; aunado a ello, las congregaciones reproductivas son cada vez menores y en México, Belice y Cuba se explotan comercialmente. Se deben imponer medidas restrictivas que protejan las congregaciones reproductivas; en México, al igual que los demás serránidos que conforman la pesquería del mero (Epinephelus morio), tiene una talla mínima de captura de 36.3 cm y una temporada de veda de febrero a marzo.